# Los Angeles Film Critics Association Awards 1986
La 12ª edizione dei Los Angeles Film Critics Association Awards si è tenuta il 29 gennaio 1987, per onorare il lavoro nel mondo del cinema per l'anno 1986.

## Premi
Miglior film
- Hannah e le sue sorelle (Hannah and Her Sisters), regia di Woody Allen
  - 2º classificato: Velluto blu (Blue Velvet), regia di David Lynch

Miglior attore
- Bob Hoskins - Mona Lisa
  - 2º classificato: Dexter Gordon - Round Midnight - A mezzanotte circa (Round Midnight)

Miglior attrice
- Sandrine Bonnaire - Senza tetto né legge (Sans toit ni loi)
  - 2º classificato: Marlee Matlin - Figli di un dio minore (Children of a Lesser God)

Miglior regista
- David Lynch - Velluto blu (Blue Velvet)
  - 2º classificato: Woody Allen - Hannah e le sue sorelle (Hannah and Her Sisters)

Miglior attore non protagonista
- Dennis Hopper - Velluto blu (Blue Velvet) e Colpo vincente (Hoosiers)
  - 2º classificato: Michael Caine - Hannah e le sue sorelle (Hannah and Her Sisters)

Miglior attrice non protagonista
- Cathy Tyson - Mona Lisa
- Dianne Wiest - Hannah e le sue sorelle (Hannah and Her Sisters)

Miglior sceneggiatura
- Woody Allen - Hannah e le sue sorelle (Hannah and Her Sisters)
  - 2º classificato: David Lynch - Velluto blu (Blue Velvet)

Miglior fotografia
- Chris Menges - Mission (The Mission)
  - 2º classificato: Bruno de Keyzer - Round Midnight - A mezzanotte circa (Round Midnight)

Miglior colonna sonora
- Herbie Hancock e Dexter Gordon - Round Midnight - A mezzanotte circa (Round Midnight)
  - 2º classificato: Ennio Morricone - Mission (The Mission)

Miglior film in lingua straniera
- Senza tetto né legge (Sans toit ni loi), regia di Agnès Varda  ·   Francia
  - 2º classificato: My Beautiful Laundrette - Lavanderia a gettone (My Beautiful Laundrette), regia di Stephen Frears  ·   Regno Unito

Miglior film sperimentale/indipendente
- Jonas Mekas - He Stands in the Desert Counting the Seconds of His Life
- Nina Menkes - Magdalena Viraga

New Generation Award
- Spike Lee - Nola Darling (She's Gotta Have It)

Career Achievement Award
- John Cassavetes